# 关西电台
株式会社关西电台（日语：株式会社ラジオ関西）是日本一家拥有并运营以兵库县为广播对象地区的中波广播电台的特定地上基干放送事业者。这是一个不加盟任何电台网的独立广播台，其总部位于神户湾区。
1952年4月1日，关西电台（当时名为“神户电台”）开始播音。 这是全日本第十家商业电台，开播当年便成为日本职业棒球赛事的首批转播电台，同时也开办了日本第一个电话点播节目。

### 出典
1. 1 2 3  日本民間放送連盟 『日本民間放送年鑑 '99 平成11年版』 コーケン出版、1999年11月26日。